# Ludwig Robert Müller
Ludwig Robert Müller (* 26. April 1870 in Augsburg; † 8. September 1962 in Erlangen) war ein deutscher Internist sowie Hochschullehrer, der sich insbesondere mit Fragen der Neurologie und Psychologie beschäftigte.

## Leben
Ludwig Robert Müller legte in seiner Heimatstadt Augsburg das Abitur ab, bevor er sich dem Studium der Medizin an den Universitäten München, Tübingen, Straßburg sowie Breslau zuwandte, das er 1895 in Breslau mit dem Erwerb des akademischen Grades eines Dr. med. abschloss. Während seines Studiums wurde er Mitglied des AGV München.
Ludwig Robert Müller war in der Folge seit 1896 an der Medizinischen Klinik der Universität Erlangen angestellt, dort habilitierte er sich 1900 für Innere Medizin. 1903 wechselte er als Oberarzt an die Innere Abteilung des Städtischen Krankenhauses nach Augsburg. 1914 folgte er dem Ruf auf die außerordentliche Professor der Inneren Medizin an der Universität Würzburg, zeitgleich wurde er dort zum Direktor der Medizinischen Poliklinik bestellt. Zusätzlich war er während des Ersten Weltkriegs als beratender Internist der deutschen Militärmission in der Türkei eingesetzt.
1920 übernahm Müller die ordentliche Professur der Inneren Medizin und die Leitung der Medizinischen Klinik an der Universität Erlangen, 1936 wurde er emeritiert, 1945 wurde er wieder vorübergehend mit der Leitung der Medizinischen Klinik betraut. Im Jahr 1932 wurde er zum Mitglied der Leopoldina gewählt.
Müller, der als Ehrenmitglied in die Deutsche Gesellschaft für Innere Medizin, in den 1833 gegründeten Ärztlichen Verein München sowie in die Japanische Neurologische Gesellschaft, als korrespondierendes Mitglied in die Societe Imperial de Medecine in Konstantinopel, in die Gesellschaft für Innere Medizin und Kinderheilkunde in Wien und in die Gesellschaft der Ärzte in Wien aufgenommen wurde, befasste sich vor allem mit Fragen der Neurologie und Psychologie. Seine Monographie Über den Schlaf von 1940 erschien 1948 in 2. Auflage. Seine Lebenserinnerungen wurden 1957 veröffentlicht.

## Publikationen (Auswahl)
- Beitrag zur pathologischen Anatomie der Tumoren des Rückenmarks und seiner Häute. Medizinische Dissertation (Druck v. J. B. Hirschfeld), Breslau 1895.
- Beitrag zur Psychologie der Türken. Kabitzsch, Würzburg 1918.
- Dietrich Gerhardt †. In: Deutsche Medizinische Wochenschrift. Band 42, 1921, S. 2170–2171.
- Über die Altersschätzung bei Menschen: Akademische Antrittsrede bei der Übernahme der Professur für innere Medizin in Erlangen. Julius Springer, Berlin 1922.
- Die Lebensnerven. Ihr Aufbau, ihre Leistungen, ihre Erkrankungen. Springer, Berlin 1924.
- Über den Instinkt. J. F. Lehmanns Verlag, München 1929.
- Über die Seelenverfassung der Sterbenden. Julius Springer, Berlin 1931.
- Die Einteilung des Nervensystems nach seinen Leistungen. G. Thieme, Stuttgart 1933.
- Über den Schlaf. Lehmann, München 1940.
- Aufwachen, Bewußtsein und Weltanschauung. G. Thieme, Leipzig 1941.
- Über die Träume eines alten Mannes. In: Ärztliche Wochenschrift. Band 1/2, Berlin 1947, S. 620–623
- Lebenserinnerungen. Beck, München 1957.

## Auszeichnungen
- 1962: Bayerischer Verdienstorden